# Dettighofen
Dettighofen település Németországban, azon belül Baden-Württembergben. Lakosainak száma 1231 fő (2023. december 31.). Dettighofen Wilchingen és Jestetten községekkel határos.

## Népesség
A település népessége az elmúlt években az alábbi módon változott:
| Lakosok száma | 1046 | 1101 | 1135 | 1139 | 1153 | 1195 | 1231 |
|               | 1975 | 2014 | 2017 | 2019 | 2021 | 2022 | 2023 |